# Юлієво
Ю́лієво (болг. Юлиево) — село в Старозагорській області Болгарії. Входить до складу общини Миглиж.

## Населення
За даними перепису населення 2011 року у селі проживали 475 осіб.
Національний склад населення села:
| Національність   | Кількість осіб | Відсоток |
| ---------------- | -------------- | -------- |
| болгари          | 315            | 66,6%    |
| турки            | 141            | 29,8%    |
| Всього відповіли | 473            |          |

Розподіл населення за віком у 2011 році:
Динаміка населення: